# Гура-Веїй (Вранча)
Гура-Веїй (рум. Gura Văii) — село у повіті Вранча в Румунії. Входить до складу комуни Кимпурі.
Село розташоване на відстані 186 км на північ від Бухареста, 52 км на північний захід від Фокшан, 139 км на південний захід від Ясс, 122 км на північний захід від Галаца, 97 км на північний схід від Брашова.

## Населення
За даними перепису населення 2002 року у селі проживали 395 осіб, усі — румуни. Усі жителі села рідною мовою назвали румунську.